# Клен Гінала (Кам'янець-Подільський)
Клен Гінала — ботанічна пам'ятка природи місцевого значення, об'єкт Природно-заповідного фонду. Розташована по вул. Суворова, 2 в місті Кам'янець-Подільський на території садиби Харчового технікуму. 
Була оголошена рішенням Хмельницького Облвиконкому № 156-р"б" від 11.06.1970 року.
Площа – 0,01 га.
Охороняється два дерева клена Гінала віком 40 років, висотою 8 м, діаметром 12 см.